# Entychides guadalupensis
Entychides guadalupensis là một loài nhện trong họ Cyrtaucheniidae. Loài này phân bố ờ Guadeloupe.